# Baek Sung-chul
Baek Sung-chul (en hangul, 백성철; Suncheon, 10 de marzo de 1999) es un modelo y actor surcoreano.

## Carrera
Ha aparecido como modelo en diversos comerciales así como en distintos videos musicales. Realizó su debut como actor en la serie Not Yet Thirty.

## Filmografía

### Series de televisión
| Año     | Título                   | Personaje             | Ref.                                          |
| ------- | ------------------------ | --------------------- | --------------------------------------------- |
| 2021    | Not Yet Thirty           | Hyung Joon-young      | [ 1 ] [ 2 ] [ 3 ] [ 4 ]                       |
| 2021    | The Witch's Diner        | Ko Hyun-woo           |                                               |
| 2021    | Inspector Koo            | Santa                 | [ 5 ] [ 6 ]                                   |
| 2022    | Érase un amor rural      | Lee Sang-hyeon        | [ 7 ] [ 8 ] [ 9 ] [ 10 ] [ 11 ] [ 12 ] [ 13 ] |
| 2023-24 | Tell Me That You Love Me | Jin-woo a los 20 años | [ 14 ]                                        |
| 2024    | Brewing Love             | Oh Chan-hwi           | [ 15 ] [ 16 ] [ 17 ]                          |

### Videos musicales
| Año  | Intérprete(s)                         | Canción                              |
| ---- | ------------------------------------- | ------------------------------------ |
| 2019 | PERC%NT (feat. Choiza de Dynamic Duo) | Canvas Girl                          |
| 2019 | Yoon Jong Shin (feat. Kim Tae Yeon)   | Train for Chuncheon                  |
| 2020 | Standing Egg                          | Friend to Lover                      |
| 2020 | BIBI                                  | Restless                             |
| 2021 | Lovey                                 | If there are four seasons for us too |